# Grafematik
Grafematik, ibland grafemik, är en gren av språkvetenskapen som omfattar studiet av skriftsystem och deras delar, det vill säga grafem.
När denna del av språkvetenskapen utvecklades, myntade Ignace Gelb begreppet grammatologi för området. Senare föreslog några forskare grafologi, för att matcha fonologi, men detta fick ingen allmän användning eftersom grafologi sedan länge används som beteckning för ett pseudovetenskapligt område.